# 민균
민균(본명: 박민균, 1995년 11월 16일~)은 대한민국의 가수이자 WM 엔터테인먼트 소속이며 대한민국 보이 그룹 온앤오프의 리드보컬, 랩을 맡고 있다.